# Борок (Гомельский район)
Борок (бел. Баро́к) — посёлок в Гомельском районе Гомельской области Республики Беларусь. В составе Урицкого сельсовета.

## География

### Расположение
В 11 км на запад от Гомеля.

### Гидрография
На реке Рандовка (приток реки Уза).

## Транспортная сеть
Транспортные связи по просёлочной, затем автомобильной дороге Жлобин — Гомель. Планировка состоит из прямолинейной улицы, ориентированной с юго-востока на северо-запад и застроенной двусторонне деревянными домами усадебного типа. Одна из улиц носит имя братьев Кричевцовых (членов одного танкового эпипажа, который 26 июня 1941 года совершили первый во время Великой Отечественной войны танковый таран).

## История
Основан в начале 1920-х годов переселенцами из соседних деревень. В 1930 году жители вступили в колхоз, действовала торфодобывающая артель. Во время Великой Отечественной войны 38 жителей погибли на фронте. В 1959 году в составе колхоза имени М.С. Урицкого (центр — деревня Урицкое).

## Население

### Численность
- 2004 год — 52 хозяйства, 78 жителей

### Динамика
- 1959 год — 328 жителей (согласно переписи)
- 2004 год — 52 хозяйства, 78 жителей

## Достопримечательность
- На въезде в посёлок установлен памятный знак в честь братьев-танкистов Кричевцовых[2].